# Äntu
Äntu este o arie protejată (arie specială de conservare — SAC, sit de importanță comunitară — SCI) din Estonia întinsă pe o suprafață de 391 ha, integral pe uscat.

## Localizare
Centrul sitului Äntu este situat la coordonatele 59°03′22″N 26°14′37″E / 59.056°N 26.2435°E.

## Înființare
Situl Äntu a fost declarat sit de importanță comunitară în aprilie 2004 pentru a proteja 3 specii de plante și 1 specie de animale. Situl a fost protejat și ca arie specială de conservare în iunie 2005.

## Biodiversitate
Situată în ecoregiunea boreală, aria protejată conține 6 habitate naturale: Ape puternic oligomezotrofe cu vegetație bentonică cu Chara spp., Mlaștini turboase de tranziție și turbării mișcătoare, Izvoare fino-scandinave și mlaștini produse de izvoare bogate în minerale, Taiga vestică, Păduri fino-scandinave bogate în ierburi cu Picea abies, Păduri caducifoliate de mlaștină fino-scandinave.
La baza desemnării sitului se află mai multe specii protejate:
- plante (3): turiță (Agrimonia pilosa), papucul doamnei (Cypripedium calceolus), o specie rară de mușchi (Drepanocladus vernicosus)
- nevertebrate (1): libelule (Leucorrhinia pectoralis)

Pe lângă speciile protejate, pe teritoriul sitului au mai fost identificate 6 specii de plante.